# シェル構造

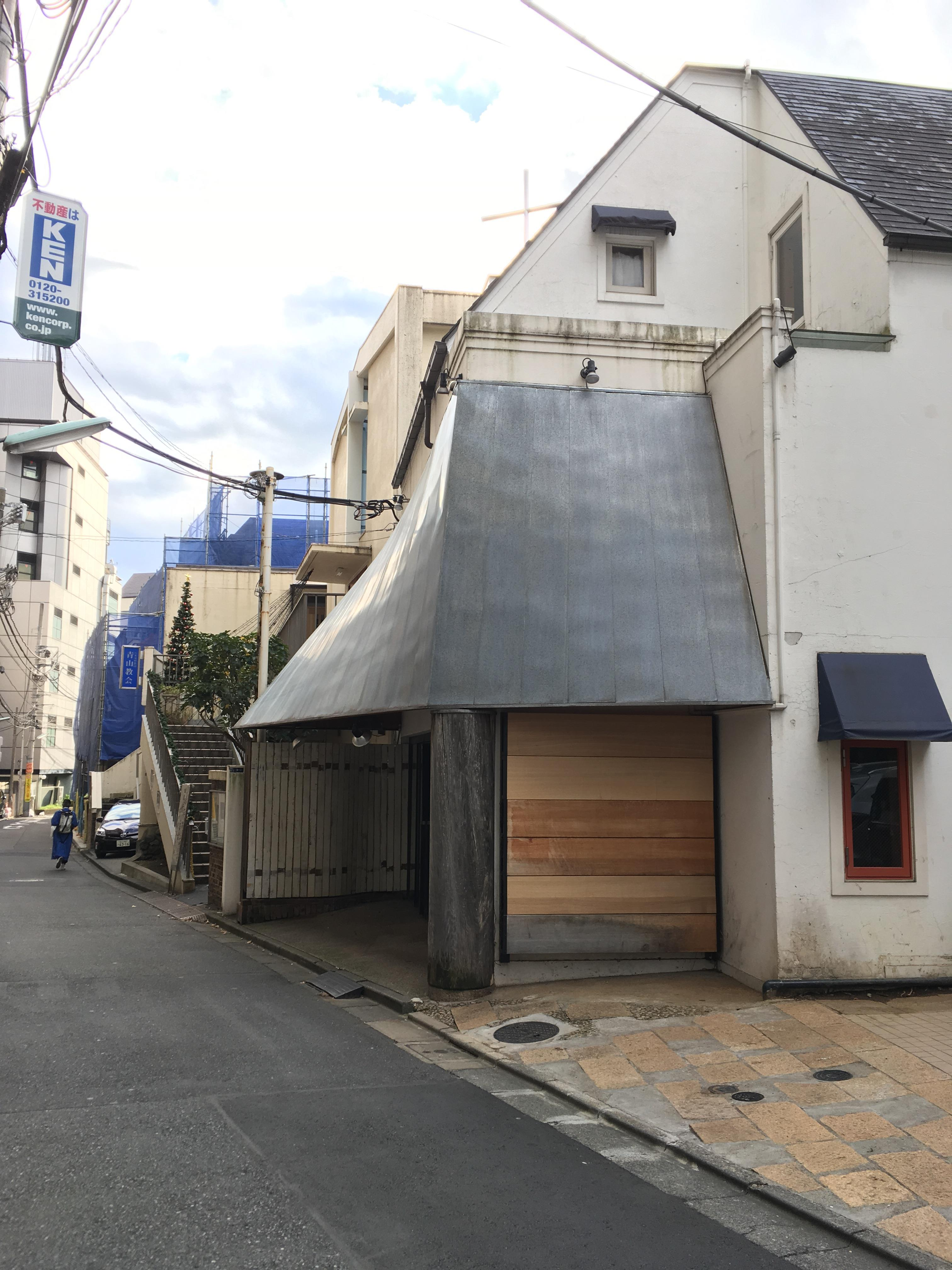
双曲放物面（HPシェル）構造の屋根

シェル構造（英語：shell structure、thin shell structure）は、薄い曲面板からなる建築構造である。
曲面板構造、曲板構造、貝殻構造（「シェル」の直訳）とも呼ばれる。
自在な曲面を実現するのに適した鉄筋コンクリートで造られることが多い。

## 特徴
シェル構造の建築物の形状には、円筒、球面、折板、双曲放物面（HPシェル）など様々なものがある。適切に応力を流す設計を行えば柱の少ない大スパン架構ができ、材料を節約できる。また、モニュメンタルで印象的なデザインが可能であるといったメリットがある。薄い材料であっても、加えられた荷重を圧縮軸力に変換する形態をとることで強みを持てるということは、自然界においてもニワトリの卵や貝類の殻などの例がみられる。しかしこのような構造も、その薄さゆえ曲げには弱く、集中荷重を加えれば（卵を突起物で容易に割ることができるように）崩壊する危険性は高い。
構造解析は、一般的なラーメン構造や、計算手法の確立されたアーチ構造・ドーム構造などに比べると困難であり、コンピュータ・プログラムを用いて有限要素法で解決することが多い。

## シェルの形状
古典的なドームに類似する形として、球面・楕円回転面・放物回転面などの回転体形状のシェルがある。また、ヴォールトに近い形状で、円筒シェルなどがある。
シェル構造独特の形状として代表的なものは、鞍型のHPシェル（双曲放物面シェル）や双曲回転シェルが挙げられる。これらは、シェル構造によって初めて実現可能となった形態である。その他にも、これらの組み合わせ、あるいは新奇性のある形態など、さまざまなシェル構造建築物が建造されている。

## 代表例
- シドニー・オペラハウス（ヨーン・ウツソン設計）
- 東京カテドラル聖マリア大聖堂（丹下健三設計）
- ジョン・F・ケネディ国際空港第5ターミナル（エーロ・サーリネン設計）
- クアラルンプール国際空港ターミナルビル（黒川紀章設計）

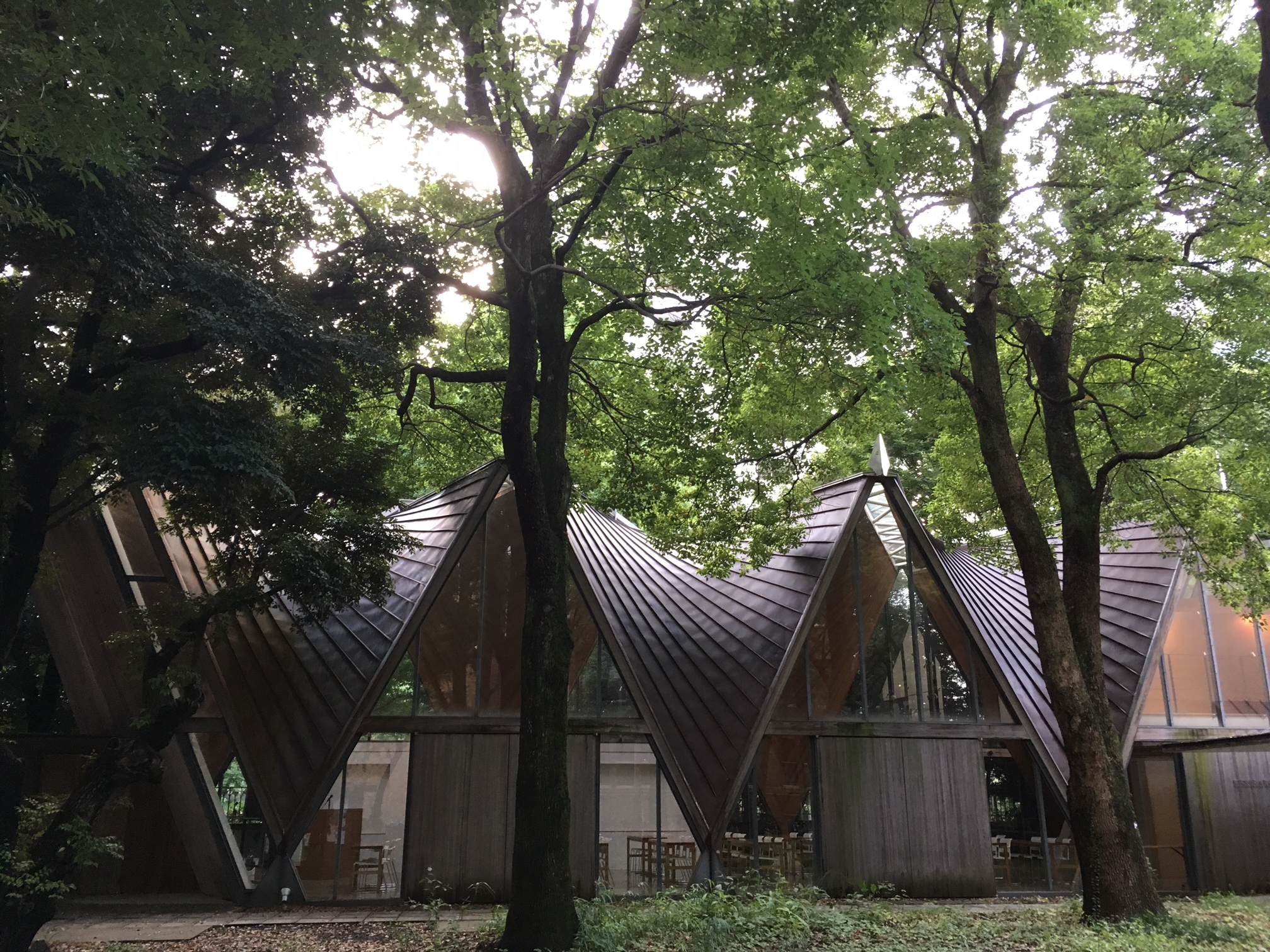
双曲放物線（HPシェル）構造の建築例／東京大学弥生講堂アネックス（東京都文京区弥生）

## ギャラリー

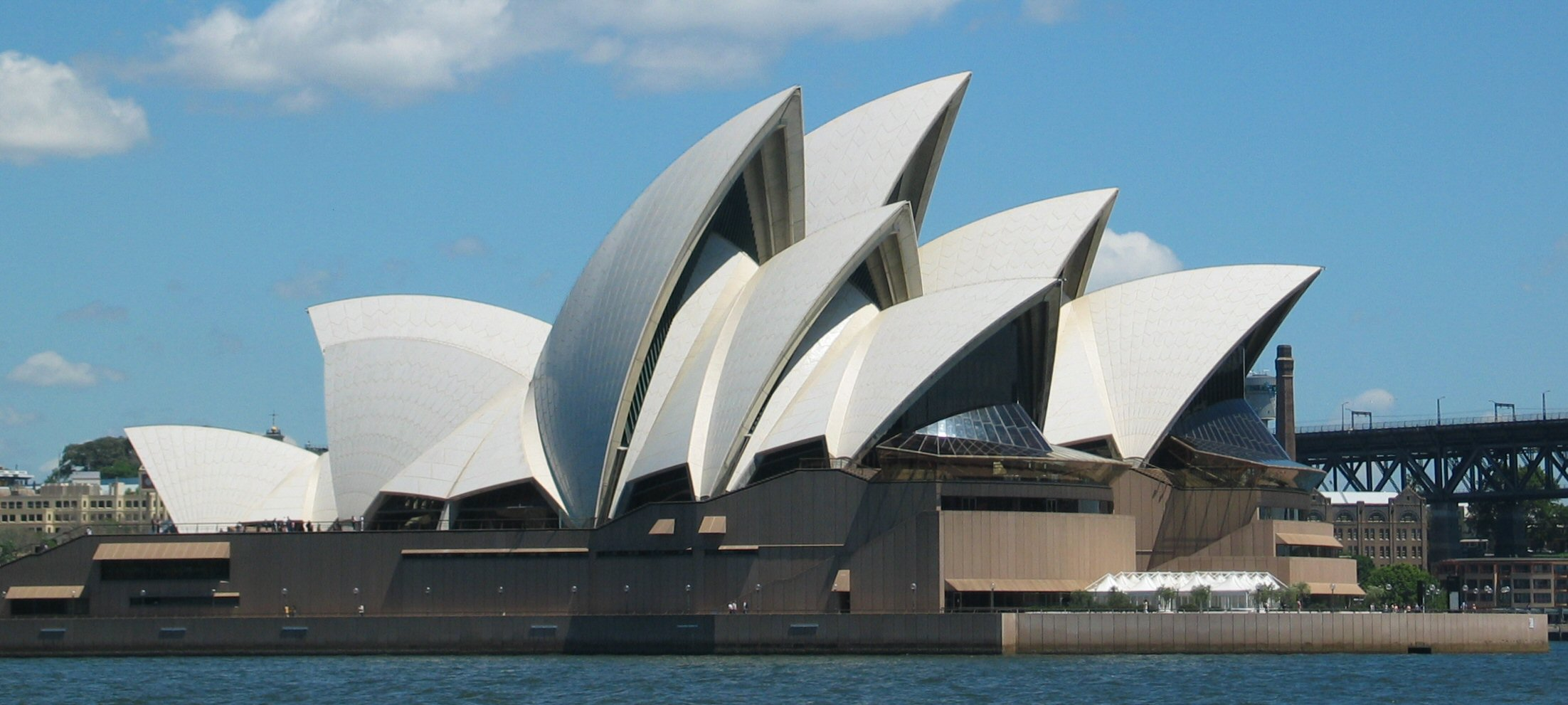
シドニー・オペラハウス
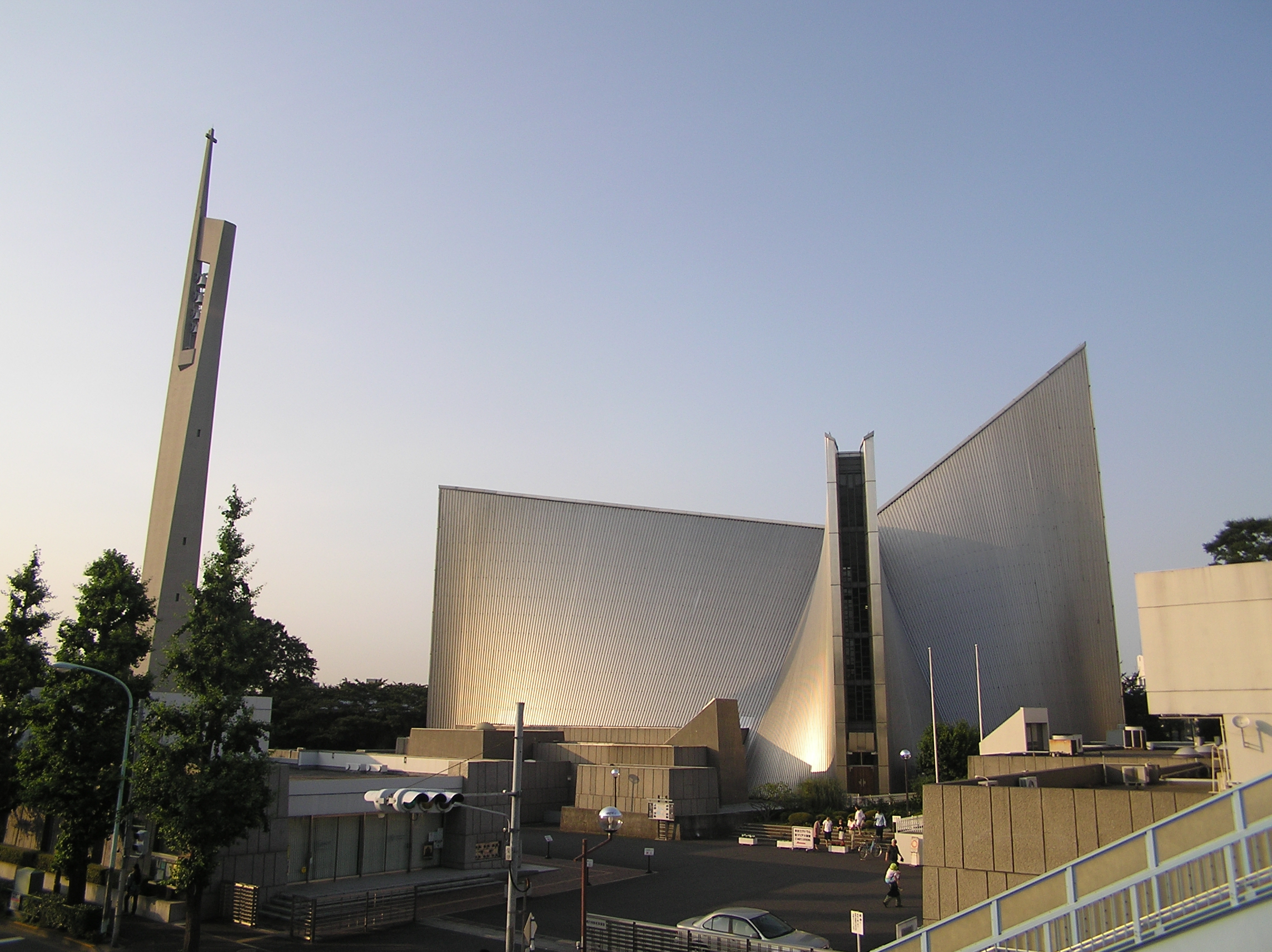
東京カテドラル聖マリア大聖堂
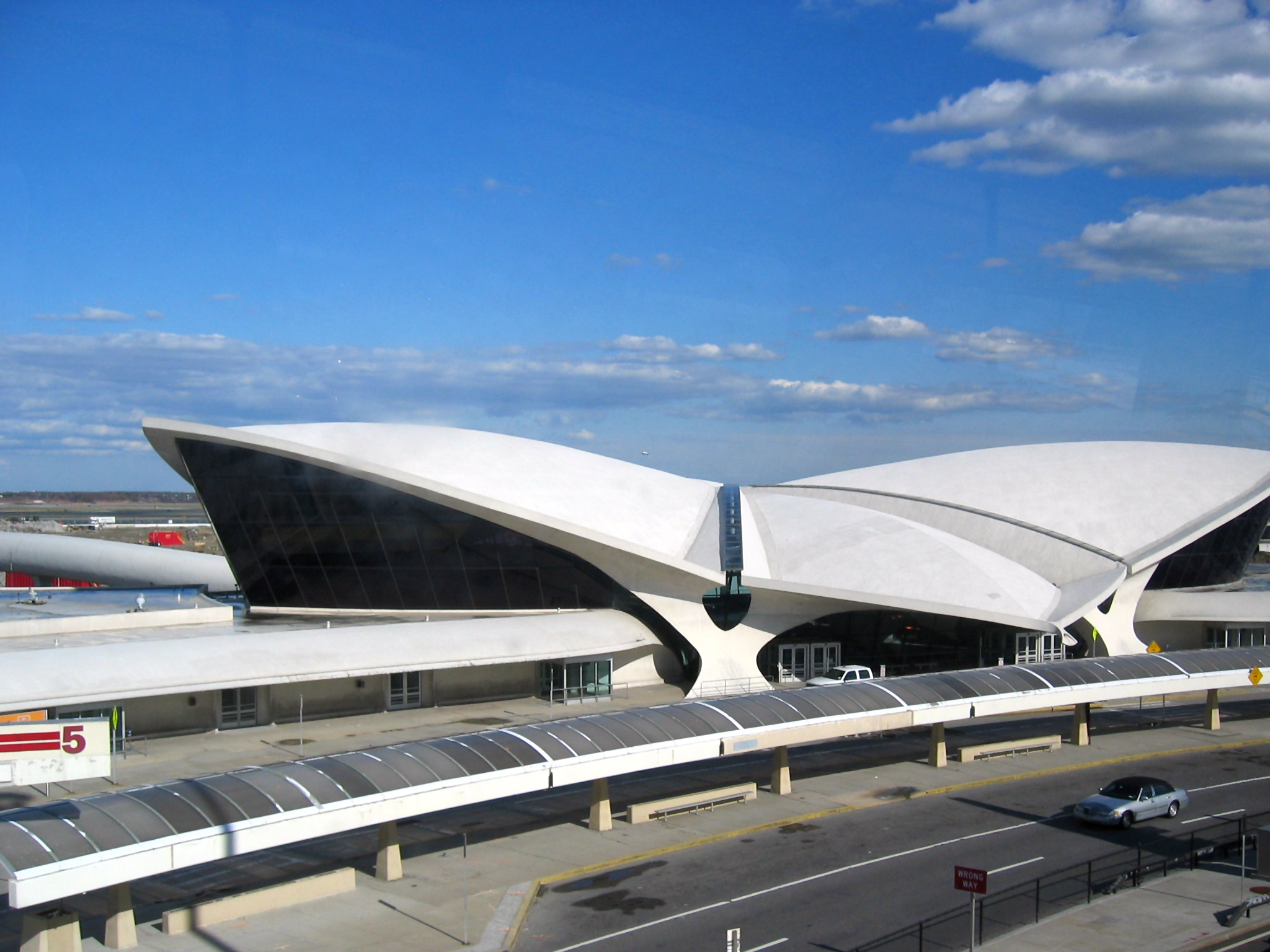
ジョン・F・ケネディ国際空港第5ターミナル
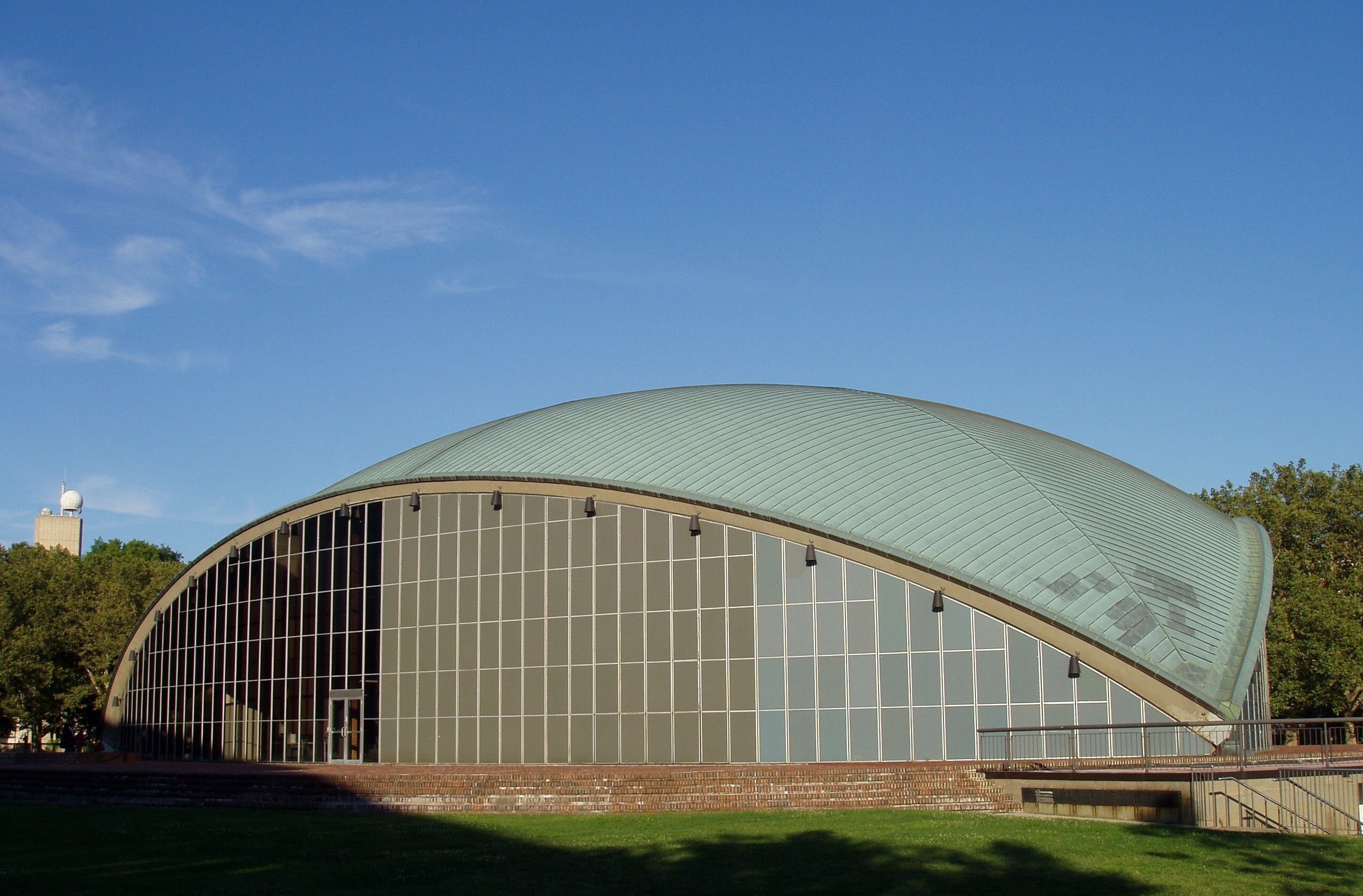
マサチューセッツ工科大学の音楽堂（エーロ･サーリネン設計）